# Marlot Bloemhard
Marlot Bloemhard (Hilversum, 21 november 1957 – Kapellen (België), 29 juli 2000) was een omroepster en presentatrice bij de TROS.
Na een studie kunstgeschiedenis kwam Bloemhard in de modewereld terecht. In een opwelling gaf ze zich op voor een screentest bij de TROS. Gelijktijdig met Milika Peterzon begon ze als omroepster. Ze presenteerde daarnaast TROS Vakantiekompas, Mode en muziek zomer 1987 en zat een seizoen in de jury van Te land, ter zee en in de lucht. In 1989 verzorgde ze samen met Freek Simon de presentatie van Hallo, met de TROS.
Vooruitzichten bij de TROS bleven verder uit. Toevallig kreeg ze de kans om toch iets met haar opleiding aan de Kunstacademie te doen. In augustus vertelde ze in Zo vader, zo zoon dat ze hoofdredacteur werd van het Nederlands/Engelstalige kunsttijdschrift Tableau. Ze gaf aan toe te zijn aan een nieuwe uitdaging, buiten de televisiewereld. Ze overleed in 2000 op 43-jarige leeftijd. Ze werd begraven op de begraafplaats van Heide-Kalmthout.